# Wanapitei River
Wanapitei River (französisch Rivière Wanapitei) ist ein Fluss in Greater Sudbury und im Sudbury District der kanadischen Provinz Ontario.
Er hat seinen Ursprung im Scotia Lake, 20 km östlich des Halfway Lake Provincial Park im Sudbury District.
Von dort fließt er ein kurzes Stück nach Norden, dann nach Osten. 20 km südwestlich von Ishpatina Ridge wendet er sich nach Süden. Nach etwa 60 Kilometern mündet er in den Wanapitei Lake.
Am Südende des Sees setzt der Wanapitei River seinen Lauf nach Süden fort.
Schließlich trifft er auf den French River, nahe dessen Mündung in die Georgian Bay.
Der Fluss hat eine Länge von etwa 200 km und ist ein beliebtes Ziel für Wildwasserkanuten.
Ontario Power Generation betreibt eine Reihe von Wasserkraftwerken entlang dem Flusslauf
(Stinson 5 MW, Coniston 5 MW, McVittie 3 MW).
Der Flussname leitet sich von dem Ojibwa-Wort „waanabidebiing“ ab und bezieht sich auf die Gestalt des Lake Wanapitei.
Eine Siedlung, die ihren Namen dem Fluss verdankt, schreibt sich Wahnapitae.